# Rhapsody (online glazba)
Rhapsody je online glazbena trgovina s pretplatničkim uslugama koja je osnovana 3. prosinca 2001. godine, te je dostupna samo u Sjedinjenim Američkim Državama. Godine 2010., Rhapsody je službeno proglašena nezavisnom online trgovinom nakon odvajanja od RealNetworksa.

## Vanjske poveznice
- Službena stranica